# Лефевр, Мариус
Мариус Людвиг Лефевр (дат. Marius Ludvig Lefèvre; 4 мая 1875, Оденсе — 14 марта 1958, Гентофте, Копенгаген) — датский гимнаст, серебряный призёр летних Олимпийских игр 1912 года в командном первенстве по шведской системе.